# Rolf Becker (Schauspieler)

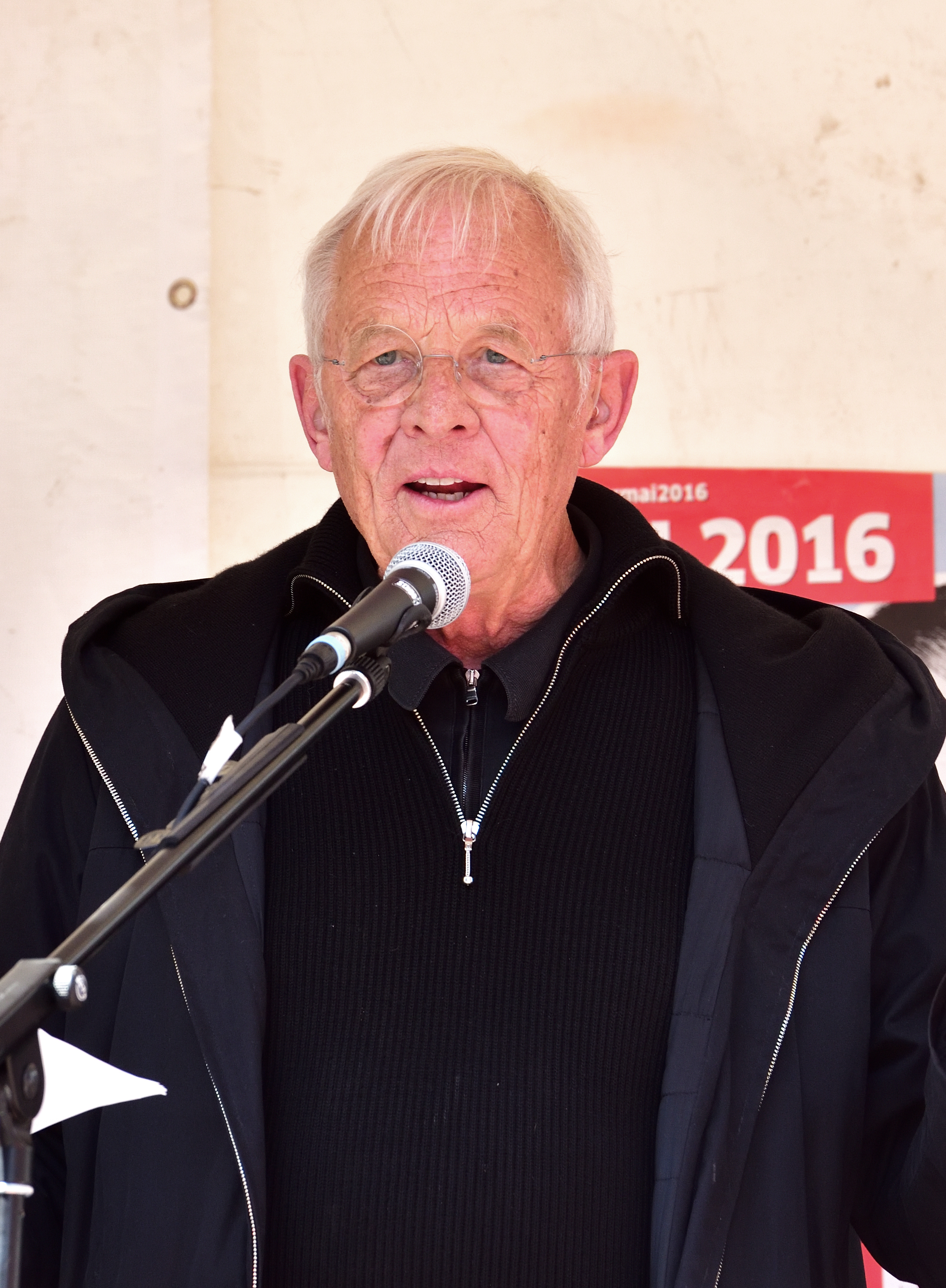
Rolf Becker (2016)

Rolf Becker (* 31. März 1935 in Leipzig) ist ein deutscher Schauspieler und Synchron- sowie Hörspielsprecher. Er begann seine Karriere an den Münchner Kammerspielen und wirkte seit 1961 in über 200 Film- und Fernsehproduktionen mit. Einem breiten Publikum ist er als Otto Stein in der Fernsehserie In aller Freundschaft bekannt.

## Leben

### Herkunft und Ausbildung
Becker ist der Sohn eines Offiziers. Er wuchs bei seinen Großeltern in Osterstedt in Schleswig-Holstein auf. 1943 wurde sein Vater als Soldat im Krieg getötet. Ab 1945 besuchte er das Alte Gymnasium in Bremen. Nach seinem Abitur nahm Becker von 1956 bis 1958 Schauspielunterricht an der Otto-Falckenberg-Schule in München. Das notwendige Geld verdiente er sich als Bühnentechniker.

### Privates
Rolf Becker war mit der Schauspielerin Monika Hansen (1942–2025) verheiratet. 1971 ließ sich das Ehepaar scheiden. Aus der Ehe gingen die Kinder Ben Becker (* 1964) und Meret Becker (* 1969) hervor, die nach der Scheidung von ihrem Stiefvater Otto Sander großgezogen wurden und ebenfalls im Schauspielbereich tätig sind. Becker ist seit 1980 mit der Schauspielerin und Schauspiel-Dozentin Sylvia Wempner verheiratet. Das Ehepaar Becker/Wempner ist in umwelt- und friedenspolitischen Fragen aktiv. Gemeinsam haben sie drei Söhne. Seit 1971 lebte er in Hamburg und gegenwärtig in Schneverdingen-Wintermoor.

## Karriere

### Theater
1957 gab Rolf Becker sein Bühnendebüt an den Münchner Kammerspielen in dem Schauspiel Die Affäre Dreyfus von Hans José Rehfisch und Wilhelm Herzog. Ab 1958 war er am Staatstheater Darmstadt und ab 1962 am Stadttheater Ulm tätig. 1963 wechselte er an das Theater Bremen, wo er auch inszenierte und ab 1965 Oberspielleiter der Oper war. 1969 wurde er fristlos entlassen und arbeitete danach als freier Schauspieler. Ab 1971 war Becker in Hamburg am Deutschen Schauspielhaus engagiert.

### Film und Fernsehen
Ab Anfang der 1960er Jahre wurde Becker durch Rollen in Theater- und Literaturverfilmungen des deutschen Fernsehens bekannt. Er spielte u. a. 1962 in der Neuverfilmung der Affäre Blum von Robert Adolf Stemmle, verkörperte 1966 den Pilot Officer in Bratkartoffeln inbegriffen nach Arnold Wesker, 1969 den Sohn Johannes in der Heinrich-Böll-Satire Nicht nur zur Weihnachtszeit, 1972 den Preußenkönig Friedrich den Großen in dem Sechsteiler Die merkwürdige Lebensgeschichte des Friedrich Freiherrn von der Trenck und 1975 die Rolle des Carlos Henke in Erziehung durch Dienstmädchen nach Robert Wolfgang Schnell.
Unter der Regie von Franz Peter Wirth verkörperte er 1978 den Octavio Piccolomini in der vierteiligen Wallenstein-Verfilmung nach Golo Mann und 1982 Wilhelm von Oranien in der Fernsehfassung des Egmont. Außerdem trat er unter dessen Regie als Bernd von Vitzewitz im Sechsteiler Vor dem Sturm nach Theodor Fontane und als Herzog Alba in Friedrich Schillers Don Carlos auf.
Zu Beckers Auftritten in Kinoproduktionen des Neuen Deutschen Films zählen Rollen in Cardillac (1969) von Edgar Reitz, Ich bin ein Elefant, Madame (1969) von Peter Zadek und Ich liebe Dich, ich töte Dich (1971) von Uwe Brandner (1941–2018). 1975 spielte er unter der Regie von Volker Schlöndorff den Staatsanwalt Peter Hach in der Böll-Verfilmung Die verlorene Ehre der Katharina Blum. Im Jahr 1999 trat er in der deutsch-ungarischen Koproduktion Ein Lied von Liebe und Tod – Gloomy Sunday von Rolf Schübel auf. Becker stellte darin den alten deutschen Geschäftsmann Hans Wieck dar, der in Budapest seiner Jugendliebe nachforscht. Sein jugendliches Pendant, ein SS-Offizier, war sein Sohn Ben Becker. 2001 spielte er in Klaus Gietingers satirischem Roadmovie Heinrich der Säger den kauzigen Bahnhofsvorsteher Kurt Grantke. Seine Filmtochter Teresa wurde von Beckers Tochter Meret verkörpert.
Hinzu kommen zahlreiche Gastauftritte in deutschen Fernsehkrimi-Serien wie Derrick, Der Alte, Tatort, Ein Fall für zwei, SOKO München, SOKO Köln, Die Männer vom K3, Wolffs Revier, Der Bulle von Tölz, Großstadtrevier und Küstenwache. Becker trat darüber hinaus in der Seifenoper Leo und Charlotte (1991), der Arztserie Freunde fürs Leben (1992–1993) und in der Familienserie Der Nelkenkönig (1993) auf. Anfang der 2000er Jahre spielte Becker in den melodramatischen Spielfilmen der ZDF-Herzkino-Reihen Rosamunde Pilcher und Inga Lindström, aber auch in zahlreichen Fernsehfilmen wie in Mutterglück von Christian Görlitz, Die Nachrichten von Matti Geschonneck und Eine Robbe zum Verlieben von Christine Kabisch sowie deren Fortsetzung Eine Robbe und das große Glück, die unter der Regie von Imogen Kimmel entstand.
Seit März 2006 (Folge 300) spielt er die Figur des Otto Stein, der ehemalige Cafeteria-Mitarbeiter in der Sachsenklinik, in der ARD-Arztserie In aller Freundschaft, in deren ersten Folge er im Oktober 1998 bereits in einer Gastrolle zu sehen war.

### Sprechtätigkeiten
Becker betätigt sich neben seiner Arbeit auf der Bühne und vor der Kamera als Synchronsprecher, u. a. lieh er seine Stimme Ben Cross 1985 in Palast der Winde, Jeremy Irons 1994 in Geschichten aus Hollywood, Jacques Perrin 1986 in Der Panther, sowie 1999 dem Titelhelden des deutsch-französisch-kanadischen Zeichentrickfilms Babar – Der König der Elefanten. Außerdem spricht Becker für Werbespots und wird als Sprecher von Fernsehdokumentationsfilmen (u. a. Schnee von gestern) und Kindersendungen beschäftigt. Seit 2005 arbeitet er zudem mit dem Silberfuchs-Verlag zusammen und ist dort Stammsprecher der Hörbuch-Reihe Länder hören – Kulturen entdecken, die er auch live als Lesungen mit Musikbegleitung aufführt. Im „Reformationsjahr“ 2017 gab er zusammen mit dem Schlagzeuger Stefan Weinzierl Konzert-Lesungen aus dem Hörbuch Martin Luther – Freiheit, Gnade, Mensch.

## Politisches Engagement

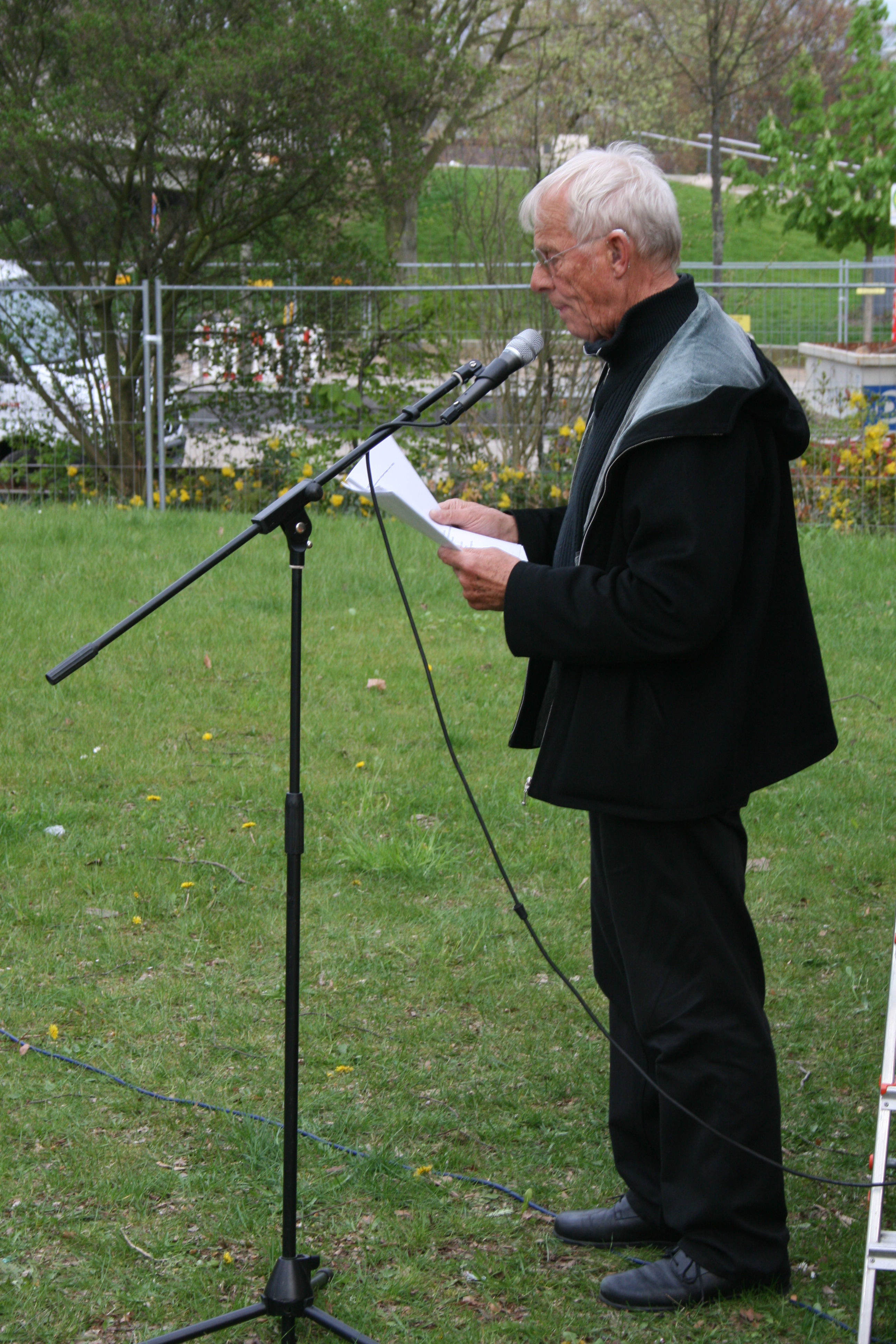
Rolf Becker (2012)

- Becker ist Mitglied in der Gewerkschaft ver.di, Fachbereich Medien und im Ortsvereinsvorstand Hamburg dieser Gewerkschaft.
- Seit 1969 ist Becker Mitglied der in der Tradition der KPO stehenden Gruppe Arbeiterpolitik.[9]
- Er gehört zu den Mitbegründern des Berliner Heinrich-Heine-Preises.[10]
- Becker unterstützte das internationale Komitee zur Verteidigung von Slobodan Milošević.[11]
- Er engagierte sich zunächst gegen das umstrittene Internationale Maritime Museum Hamburg im Kaispeicher B in der HafenCity Hamburg.[12] Zwischenzeitlich hat sich Becker hiervon distanziert.[13]
- Das Gnadengesuch des ehemaligen RAF-Mitgliedes Christian Klar, das auf Anregungen von Günter Gaus im Frühjahr 2003 zurückgeht,[14] wurde von ihm unterstützt. Von April 2003 bis Januar 2006 war Becker auf Vorschlag des Justizministeriums Baden-Württemberg und in Vereinbarung mit der Justizvollzugsanstalt Bruchsal offiziell ehrenamtlicher Betreuer von Christian Klar.[15][16] 2003 hatte sich der Schauspieler im Auftrag seiner Gewerkschaft beim Intendanten des Berliner Ensembles Claus Peymann um einen Praktikumsplatz für Klar bemüht.
- Rolf Becker unterstützt die Freilassung Mumia Abu-Jamals und hielt im Mai 2001 die Laudatio bei der Verleihung des Erich-Mühsam-Preises an den zum Tode verurteilten afroamerikanischen Journalisten.[17] Im September 2009 besuchte er Mumia Abu-Jamal in der Todeszelle.[18]
- Seit Anfang 2008 liest Becker in deutschen Städten das Manifest der Kommunistischen Partei vor. Die Veranstaltungen werden von linken politischen Organisationen (z. B. Antikapitalistische Linke) veranstaltet und teilweise auch finanziert.
- 2016 hielt er die Laudatio für Esther Bejarano bei der Verleihung des Preises für Solidarität und Menschenwürde durch das Bündnis für Soziale Gerechtigkeit und Menschenwürde.[19]
- 2025 verlas Becker in Berlin auf der Rosa-Luxemburg-Konferenz, die von der vom Verfassungsschutz als linksextremistisch eingestuften und beobachteten Tageszeitung Junge Welt veranstaltet wird, ein Grußwort des sich in Untersuchungshaft befindlichen, mutmaßlich ehemaligen RAF-Mitgliedes Daniela Klette.[20]
- Am 12. April 2025 erhielt Becker den Rosa-Luxemburg-Preis, der von der Tageszeitung junge Welt und der Kulturzeitschrift Melodie & Rhythmus erstmals verliehen wurde.[21][22]

## Filmografie

### Filme
- 1962: Nachruf auf Jürgen Trahnke
- 1962: Affäre Blum
- 1962: Egmont
- 1964: Zwei Herren aus Verona
- 1964: Der Spaßvogel
- 1965: Held Henry
- 1965: Die Gegenprobe
- 1966: Die Unberatenen
- 1967: Dieser Mann und Deutschland
- 1967: Bratkartoffeln inbegriffen
- 1967: Kollege Crampton
- 1967: Eine Handvoll Helden
- 1968: Der Turm der verbotenen Liebe
- 1968: Die Söhne
- 1968: Kidnap – Die Entführung des Lindbergh-Babys
- 1969: Ich bin ein Elefant, Madame
- 1969: Cardillac
- 1970: Ein großer graublauer Vogel
- 1970: Der Hermelin
- 1970: Sessel zwischen den Stühlen
- 1970: Der Übergang über den Ebro
- 1970: Das Mädchen meiner Träume
- 1970: Abiturienten
- 1970: Nicht nur zur Weihnachtszeit
- 1971: Ich liebe dich, ich töte dich
- 1972: Haus am Meer
- 1972: Der Held
- 1972: Die merkwürdige Lebensgeschichte des Friedrich Freiherrn von der Trenck
- 1973: Der Vorgang
- 1974: Das Zeichen der Vier
- 1974: Die großen Detektive
- 1974: Die Jungfrau von Orleans
- 1975: Erziehung durch Dienstmädchen
- 1975: Die verlorene Ehre der Katharina Blum
- 1976: Ketten
- 1976: Nordsee ist Mordsee
- 1978: Heinrich Heine
- 1978: Protokoll eines Verdachts
- 1978: Das Lamm des Armen
- 1978: Die Eingeschlossenen
- 1978: Gesche Gottfried
- 1978: Wallenstein
- 1979: Tödlicher Ausgang
- 1980: Der Regenmacher
- 1981: Ja und Nein
- 1982: Versuchung
- 1982: Blut und Ehre – Jugend unter Hitler
- 1982: Egmont
- 1983: Vom Webstuhl zur Weltmacht
- 1983: Das Wagnis des Arnold Janssen
- 1984: Vor dem Sturm
- 1984: Don Carlos
- 1985: Betrogen
- 1986: Zerbrochene Brücken
- 1987: Reichshauptstadt – privat
- 1988: Die Bombe
- 1988: Der Knick – Die Geschichte einer Wunderheilung
- 1992: Hamburger Gift
- 1993: Der Showmaster
- 1993: Das tödliche Auge (Zweiteiler)
- 1995: Tot auf Halde
- 1995: Risiko Null – Der Tod steht auf dem Speiseplan
- 1996: Wer hat Angst vorm Weihnachtsmann?
- 1997: Koerbers Akte: Kleines Mädchen – großes Geld
- 1997: Woanders scheint nachts die Sonne
- 1998: Verkaufte Unschuld
- 1999: Die Jagd nach dem Tod
- 1999: Nur ein toter Mann ist ein guter Mann
- 1999: Honigfalle – Verliebt in die Gefahr
- 1999: Die Sünde der Engel
- 1999: Rivalinnen der Liebe
- 1999: Der Puma – Kämpfer mit Herz
- 1999: Ein Lied von Liebe und Tod – Gloomy Sunday
- 2001: Der Mann, den sie nicht lieben durfte
- 2001: Zugvögel der Liebe
- 2001: Wenn zwei sich trauen
- 2001: Heinrich der Säger
- 2002: Ein Liebhaber zuviel ist noch zu wenig
- 2004: Außer Kontrolle
- 2004: René Deltgen – Der sanfte Rebell (Dokumentation)
- 2005: Die Nachrichten
- 2006: Die Tote vom Deich
- 2006: Eine Robbe zum Verlieben
- 2006: Mutterglück
- 2006: Nimmermeer
- 2007: Eine Robbe und das große Glück
- 2007: Liebling, wir haben geerbt!
- 2008: Leo und Marie – Eine Weihnachtsliebe
- 2013: Als meine Frau mein Chef wurde …
- 2013: Eine verhängnisvolle Nacht
- 2014: Señor Kaplan
- 2017: Zwei im falschen Film

### Fernsehserien und -reihen
- 1962: Die Familie Hesselbach (Folge Die Party)
- 1966: Hafenpolizei (Folge Schlangenjagd)
- 1975: Tatort: Die Abrechnung
- 1977: Sonderdezernat K1 (Folge 2:1 fürs SK1)
- 1978/1979: Onkel Bräsig (Fernsehserie)
- 1979–1992: Derrick (Fernsehserie, verschiedene Rollen, 4 Folgen)
- 1982: St. Pauli-Landungsbrücken (Folge Soweit die Kohle reicht)
- 1984: Tatort: Täter und Opfer
- 1984: Ein Fall für Zwei (Folge Elf Jahre danach)
- 1984: Diese Drombuschs (Folge Spiel mit dem Feuer)
- 1985: Die Schwarzwaldklinik (Fernsehserie, Folge Der Weltreisende)
- 1986, 1989: Der Alte (Fernsehserie, verschiedene Rollen, 2 Folgen)
- 1986: Detektivbüro Roth (Fernsehserie, Folge Computer kennen keine Kollegen)
- 1987: Die Krimistunde (Folge Orion)
- 1987: Ein Fall für TKKG (TV-Miniserie)
- 1988: Tatort: Schuldlos schuldig
- 1989: SOKO München (Fernsehserie, Folge Unliebsame Konkurrenz)
- 1989–1999: Die Männer vom K3 (Fernsehserie, verschiedene Rollen, 4 Folgen)
- 1990: Tatort: Medizinmänner
- 1990: Pfarrerin Lenau (Fernsehserie, Folge Dort, wo man singt)
- 1993, 1999: Wolffs Revier (Fernsehserie, verschiedene Rollen, 2 Folgen)
- 1994: Rosamunde Pilcher: Wilder Thymian
- 1995: Tatort: Tod eines Polizisten
- 1996: Tatort: Lockvögel
- 1996: Tatort: Fetischzauber
- 1997: Dr. Stefan Frank – Der Arzt, dem die Frauen vertrauen (Folge Sturz eines Champions)
- 1997–2010: Küstenwache (Fernsehserie, verschiedene Rollen, 6 Folgen)
- 1998: Tatort: Arme Püppi
- 1998: Tatort: Gefährliche Zeugin
- 1998: In aller Freundschaft (Folge 1 In Leipzig, als Arno Maybach)
- 1999: Tatort: Der Tod fährt Achterbahn
- 1999: Die Rettungsflieger (Folge In Panik)
- 2000–2006: Großstadtrevier (Fernsehserie, verschiedene Rollen, 3 Folgen)
- 2002: Tatort: Zartbitterschokolade
- 2002: Rosamunde Pilcher: Mit den Augen der Liebe
- 2004: Tatort: Janus
- 2004: Inga Lindström: Wind über den Schären
- 2004: Der Bulle von Tölz: Das Wunder von Wemperding
- 2005: In aller Freundschaft (Fernsehserie, Folge Hochzeitsglocken)
- 2006: SOKO Köln (Fernsehserie, Folge Späte Liebe)
- seit 2006: In aller Freundschaft
- 2007: Polizeiruf 110: Verstoßen
- 2008: Notruf Hafenkante (Folge Offene Rechnung)
- 2010: Katie Fforde: Eine Liebe in den Highlands
- 2010: Tatort: Am Ende des Tages
- 2011: In aller Freundschaft: Was wirklich zählt (Serienspecial)
- 2012: Katie Fforde: Sprung ins Glück
- 2013, 2017: SOKO Stuttgart (Fernsehserie, verschiedene Rollen, 2 Folgen)
- 2014: Katie Fforde: Geschenkte Jahre
- 2014: Katie Fforde: An deiner Seite
- 2015: Katie Fforde: Das Weihnachtswunder von New York
- 2018: In aller Freundschaft: Zwei Herzen (Serienspecial)
- 2019: Nord Nord Mord – Sievers und die Tote im Strandkorb
- 2020: Tatort: Ein paar Worte nach Mitternacht
- 2022: Neben der Spur – Die andere Frau
- 2023: Unter anderen Umständen: Mütter und Söhne

## Hörspiele und Hörbücher
- 1990–2014: Die drei ???: verschiedene Rollen (Folgen 50, 53, 136, 168) – Regie: Heikedine Körting (Europa)
- 1997: Norbert Jaques : Dr Mabuse, der Spieler – Regie: Annette Kurth (WDR)
- 2002: Zügellos. Hörspielbearbeitung nach dem Roman Zügellos: Alexander Schnitzler. Regie: Klaus Zippel, Produktion: MDR und SWR, 2002, Musik: Pierre Oser, 1 CD, Länge: ca. 71 Min. Der Audio Verlag, Berlin 2003, ISBN 3-89813-26-6-8.
- 2006: Alexander Schnitzler: Die Zwölf vom Dachboden – Regie: Bernhard Jugel (Kinderhörspiel – MDR)
- 2008: James Graham Ballard: Karneval der Alligatoren. – Bearbeitung/Regie: Oliver Sturm (NDR)
- 2012: Kate Klise: Gespenster gibt es doch! Bearbeitung/Regie: Rainer Gussek, Sprecher: Rolf Becker, Anne Moll, Jürgen Uter, Svenja Pages, Sven Hasper, u. a., 122 min., Audiolino
- 2016: Corinna Hesse: Martin Luther – Freiheit. Gnade. Mensch. Musik: Stefan Weinzierl, 80 min., Silberfuchs, ISBN 3940665363.
- 2019: Heinrich Heine: Dichter unbekannt. Heine Textfolge von Rolf Becker und Claus Bremer. Regie: Rainer Gussek. 108 Minuten. audiolino, Hamburg 2019. ISBN 978-3-86737-305-0

## Lesungen
- 2007: Ich sehe dich mit Freuden an – Texte von Paul Gerhardt, gelesen von Jasmin Tabatabai und Rolf Becker, Klavierimprovisation Claus Bantzer, edition chrismon, Frankfurt/Main 2007, ISBN 3-938704-27-6.

## Publikationen
- Dichter unbekannt Heinrich-Heine-Textfolge von Rolf Becker und Claus Bremer. Eigenverlag, Hamburg 1973.
- Immer noch Kommunist? Erinnerungen von Paul Elflein. Herausgegeben von Rolf Becker und Claus Bremer. Hamburg 1978, ISBN 3-87975-157-9.
- 28 Jahre in der Todeszelle. Artikel über Mumia Abu-Jamal.
- Ich bin so knallvergnügt erwacht – Ein Ringelnatz–Hörvergnügen, mit Frank Fröhlich, Goldmund Hörbücher, Dresden 2019, ISBN 978-3-939669-31-9.